# Olszewnik kminkolistny
Olszewnik kminkolistny (Selinum carvifolia L.) – gatunek rośliny z rodziny selerowatych. 

## Rozmieszczenie geograficzne
Występuje niemal w całej Europie bez zachodnich i południowych krańców – brak go w Irlandii, Islandii, wyspach na Morzu Śródziemnym, w południowej części Półwyspu Bałkańskiego i południowej Rosji. Poza Europą rośnie w Kazachstanie i zachodniej Syberii, a jako gatunek introdukowany w północno-wschodniej części Stanów Zjednoczonych Ameryki. 
W Polsce roślina rozpowszechniona z wyjątkiem wyższych położeń górskich, regionalnie rzadka jest na północy, zwłaszcza na północnym wschodzie.

## Morfologia

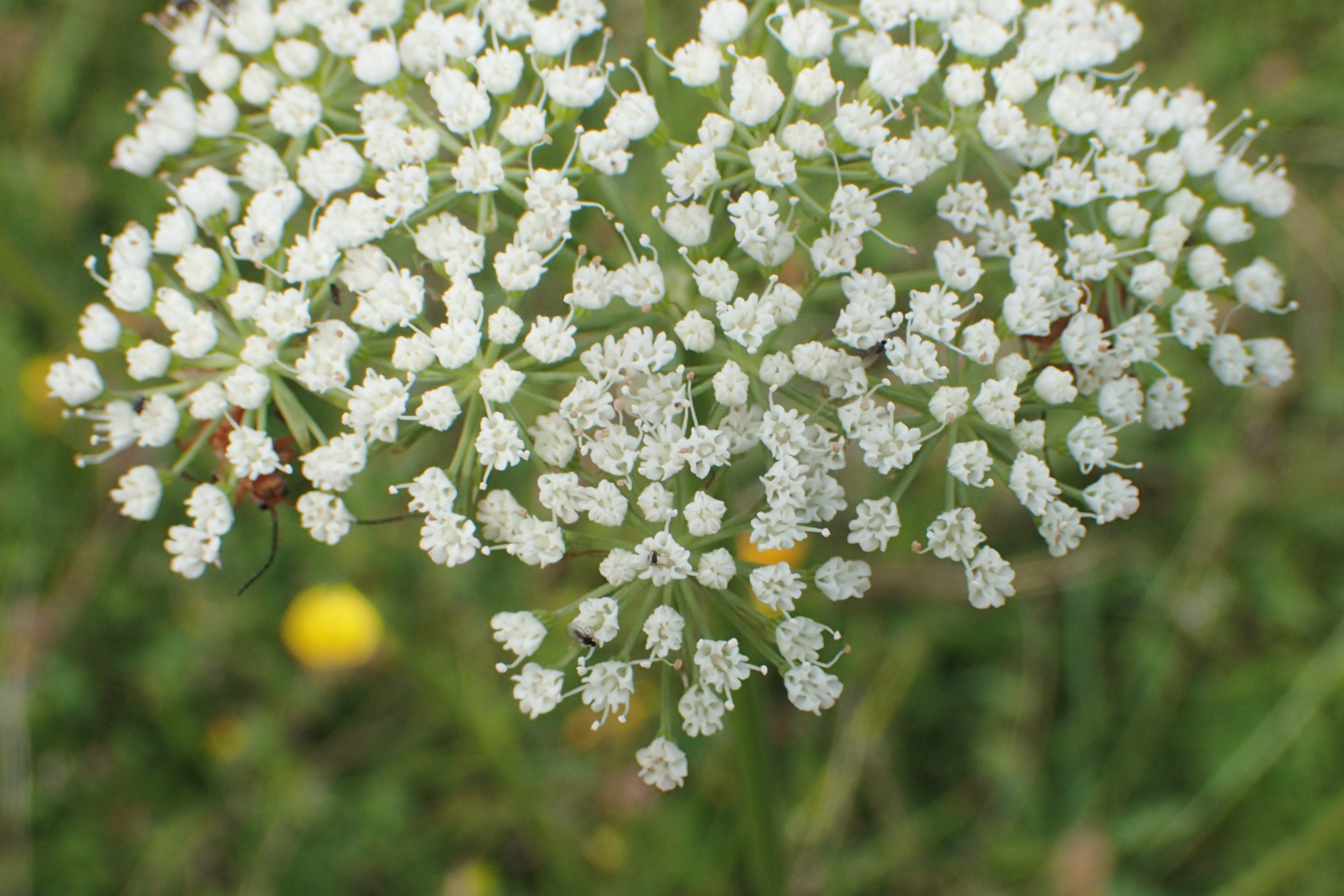
Kwiaty

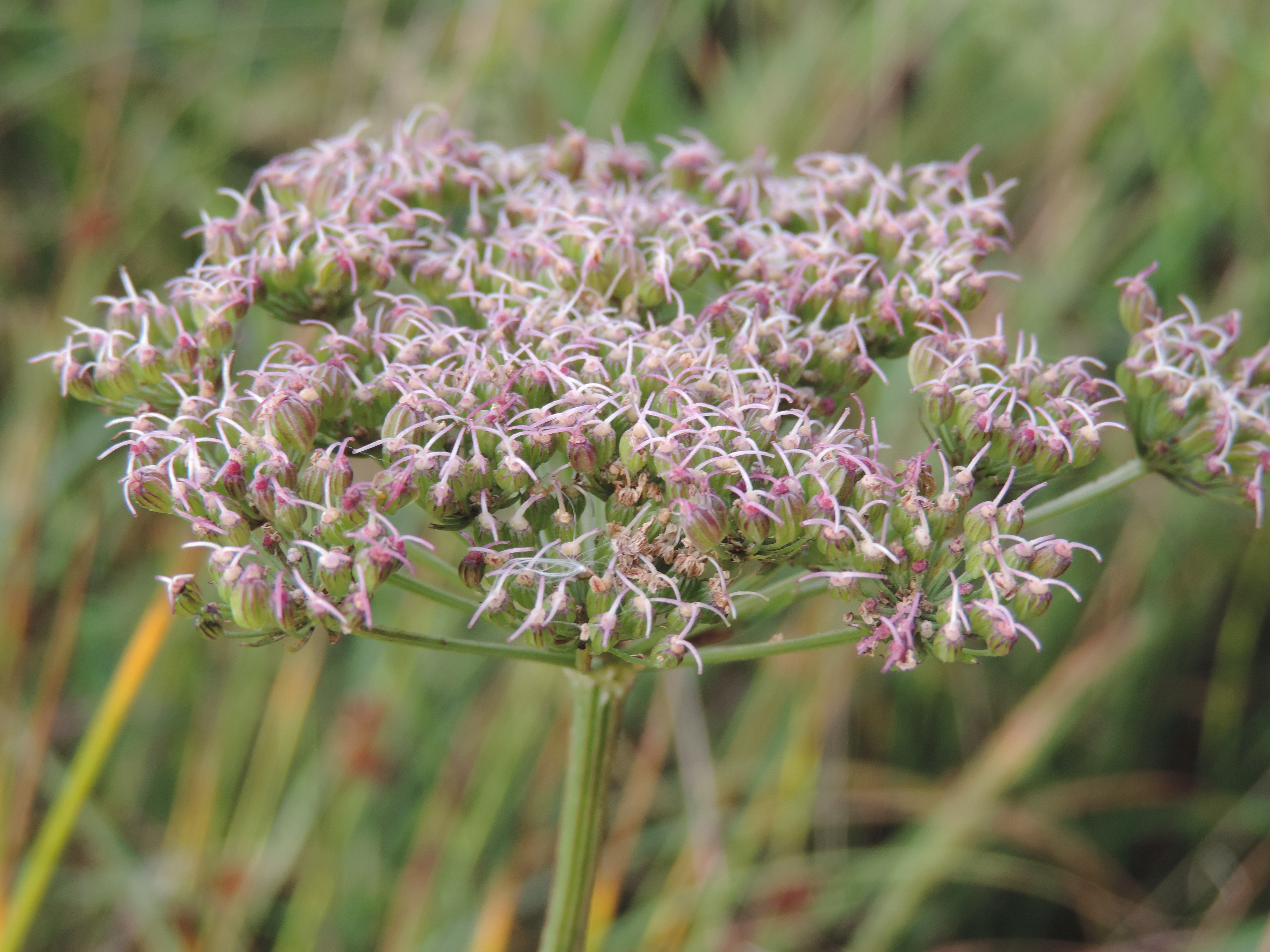
Owoce

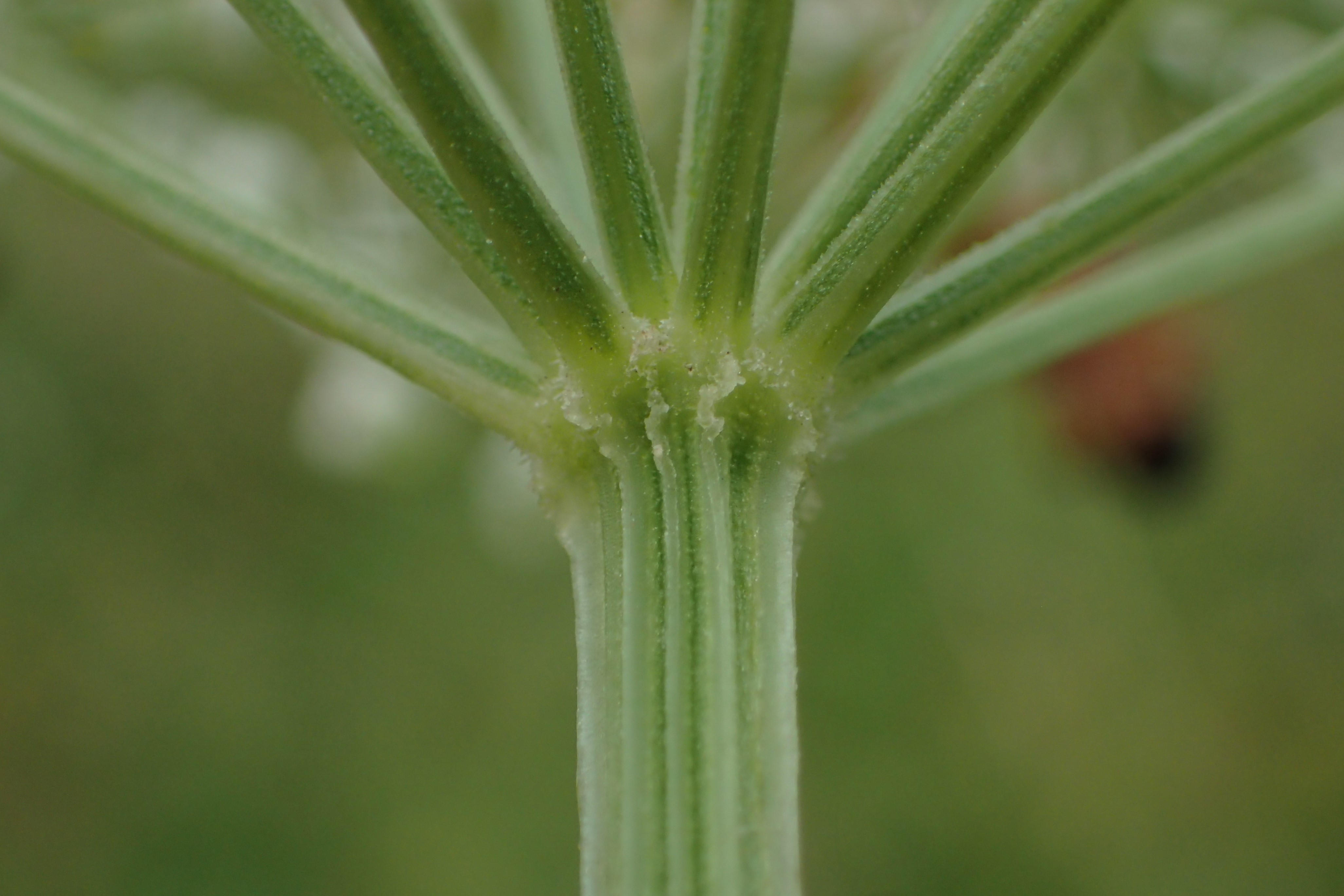
Żebrowanie łodygi

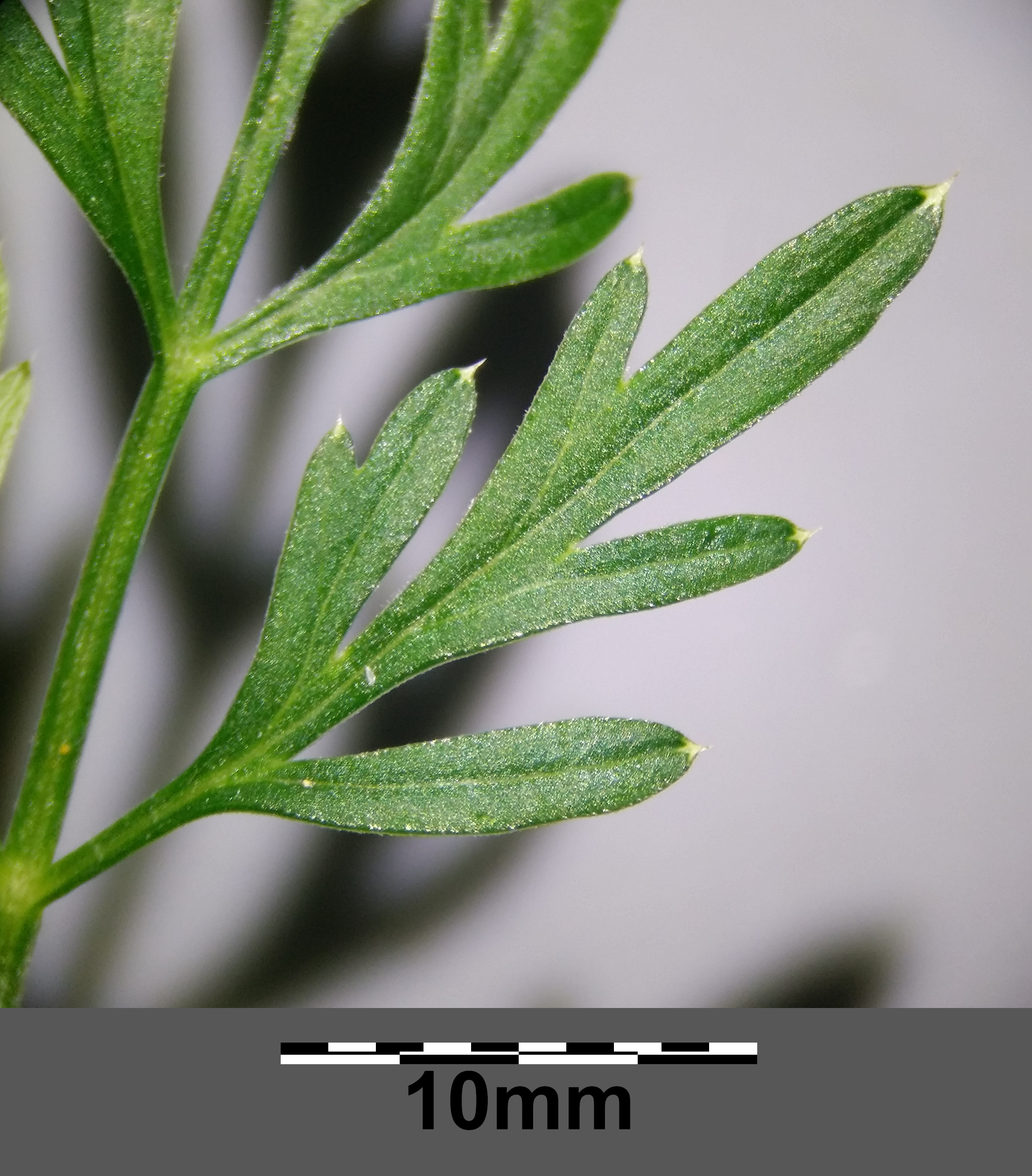
Odcinki liścia

PokrójW pierwszym roku tworzy przyziemną rozetę liści. W drugim i kolejnych latach z krótkiego i z czasem gałęzistego kłącza wyrasta wzniesiona łodyga, nierozgałęziona lub rozgałęziona w górnej części.
ŁodygaOsiągająca od 30 do 100 cm, naga i głęboko bruzdowana, o częściowo oskrzydlonych kantach.
LiścieOdziomkowe i rosnące na dole łodygi osadzone na długich ogonkach z krótkimi pochwami. Blaszki liściowe trójkątne, o długości do 30 cm i szerokości do 15 cm, potrójnie lub poczwórnie pierzasto złożone. Odcinki końcowe liścia są głęboko nacinane, z zaostrzonymi łatkami lancetowatego kształtu. Górne liście łodygowe osadzone są na pochwiastych, obłonionych nasadach. Ich blaszki są słabiej podzielone (zwykle dwukrotnie pierzaste) i mniejsze.
KwiatyDrobne, zebrane w 10–20 baldaszków, które tworzą baldach złożony o szypułkach bruzdowanych i od wnętrza kwiatostanu szorstko owłosionych. Pokryw brak lub zredukowane są do 1–2 listków, pokrywki są liczne, równowąskoszczeciniaste, na brzegach obłonione i orzęsione. Płatki korony są białe lub zaróżowione, eliptyczne, o długości do 1,5 mm i szerokości 1 mm, wycięte na szczycie i z łatką zagiętą do wnętrza kwiatu.
OwoceRozłupnie rozpadające się na nieco spłaszczone rozłupki mają długość 2,5-4 mm i oskrzydlone żebra (boczne bardziej, niż środkowe).

## Biologia i ekologia
Bylina, hemikryptofit. Kwitnie od lipca do września.
Rośnie na wilgotnych łąkach, preferuje podłoże bezwapienne. W klasyfikacji zbiorowisk roślinnych gatunek charakterystyczny dla związku zespołów (All.) Molinion caeruleae. 